# Pic champêtre
Colaptes campestris
Espèce
Répartition géographique
Statut de conservation UICN

 LC  : Préoccupation mineure
Le Pic champêtre (Colaptes campestris) est une espèce d'oiseau appartenant à la famille des Picidae.

## Description

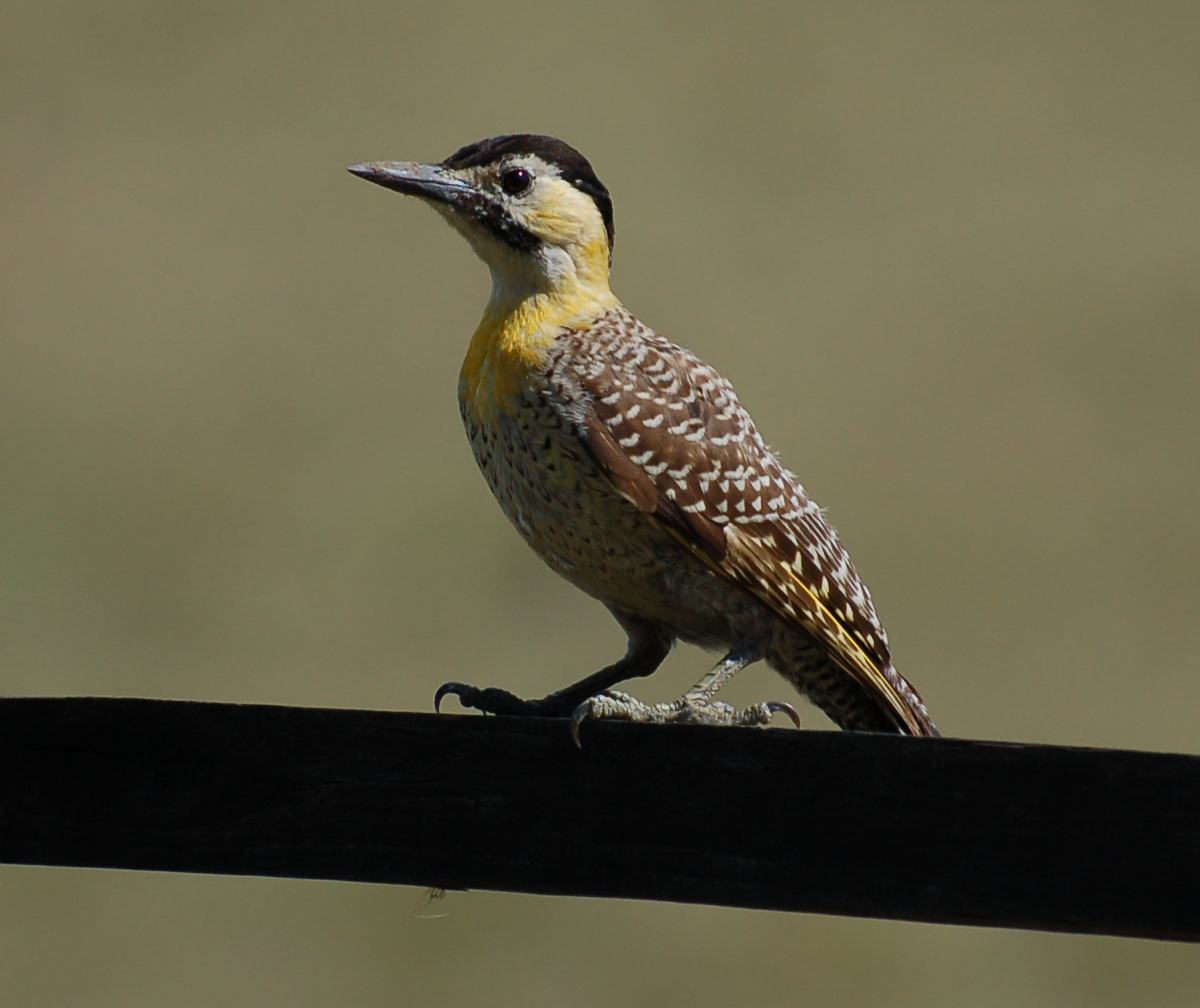

## Distribution
On le trouve dans un large éventail d'espaces ouverts et semi-ouverts dans l'est du Brésil, en Bolivie, au Paraguay, Uruguay et nord-est de l'Argentine, avec des populations isolées dans l'état de l'Amapá  au nord du Brésil et au sud du Suriname. Il est généralement commun.
La population du sud a la gorge blanche (et non noire) et est parfois considérée comme une espèce distincte (Colaptes campestroides).